# Аполлоній (місячний кратер)
Кра́тер Аполло́ній (лат. Apollonius) — стародавній метеоритний кратер на північно-східній межі Затоки Успіху Моря Достатку на видимому боці Місяця. Названу присвоєно на честь древньогрецького математика, одного з трьох великих геометрів античності, Аполлонія Перзького (262—190 до н. е.) й затверджено назву Міжнародним астрономічним союзом у 1935 році. Кратер утворився в нектарському періоді.

## Опис кратера

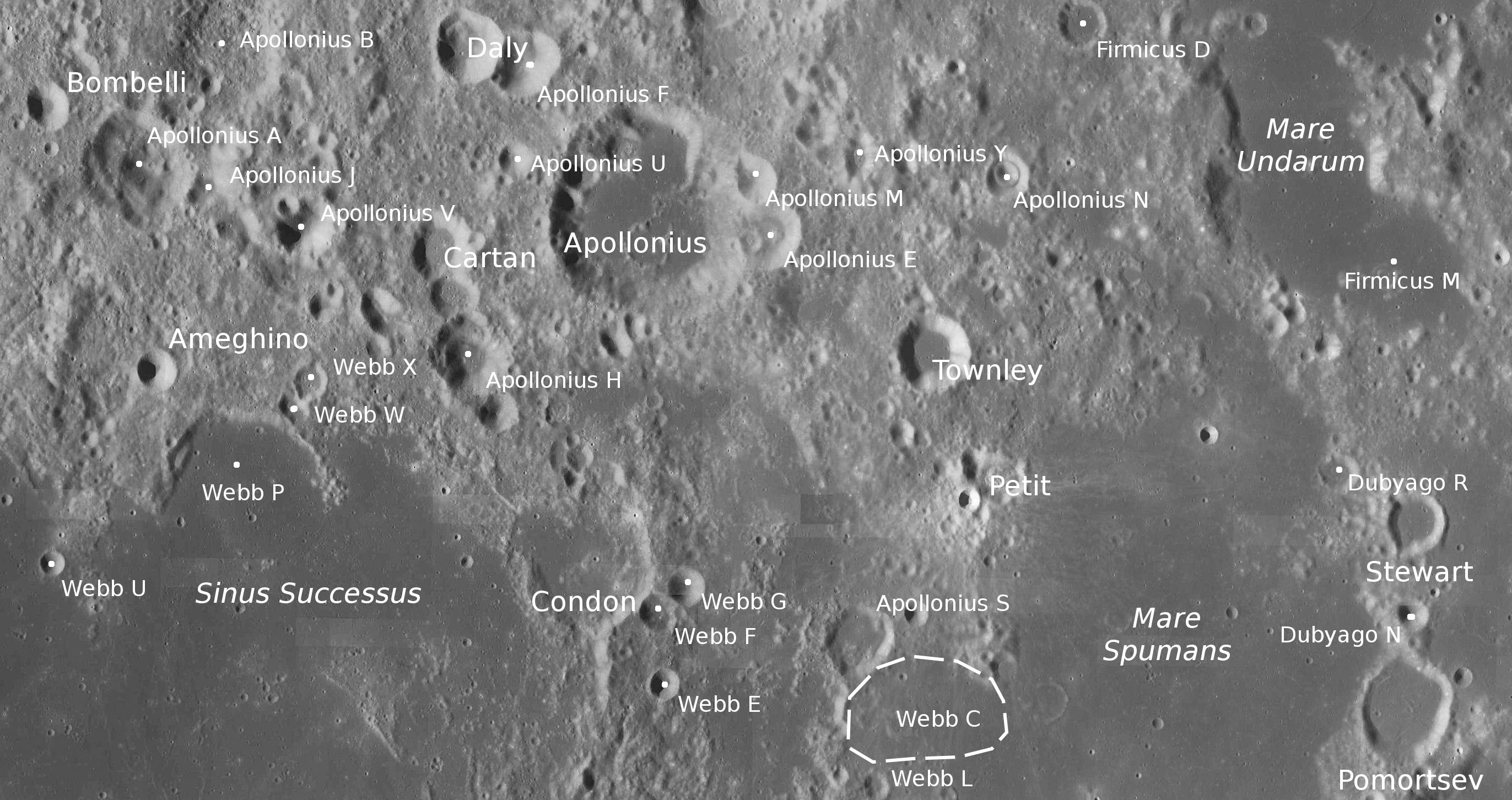
Околиці кратера Аполлоній. Світлина зонда Lunar Reconnaissance Orbiter

Найближчими сусідами кратера є маленькі кратери Бомбеллі і Картан на заході, кратер Делі на північному заході, великий кратер Фірмік на північному сході, кратери Таунлі і Пті на південному сході; кратер Кондон на півдні. На південний схід від кратера знаходиться Море Піни. Західніше від кратера розташовуються борозни Аполлонія. Селенографічні координати центру кратера 4°31′ пн. ш. 60°58′ сх. д. / 4.51° пн. ш. 60.96° сх. д., діаметр 50,66 км, глибина 2,75 км.
Вал кратера перекритий численними невеликими кратерами. Висота валу над навколишньою місцевістю становить 150 м. Дно чаші кратера рівне, заповнене лавою; не має помітних структур, за виключенням декількох дрібних кратерів; характеризується низьким альбедо. Об'єм кратера становить приблизно 2300 км³.

## Сателітні кратери

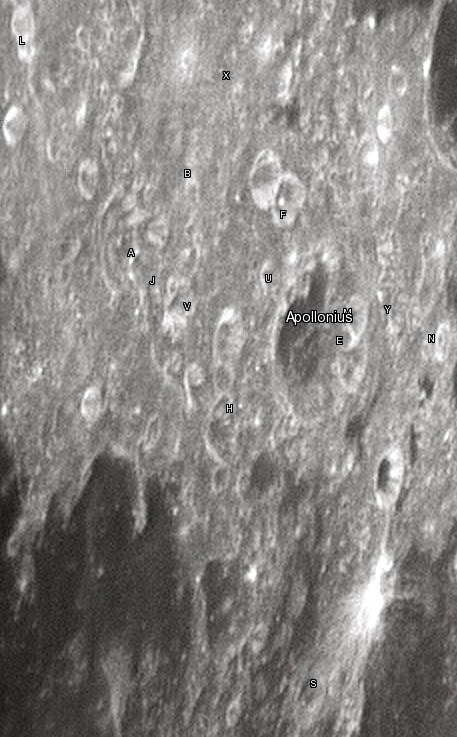
Світлина Девіда Кемпбелла

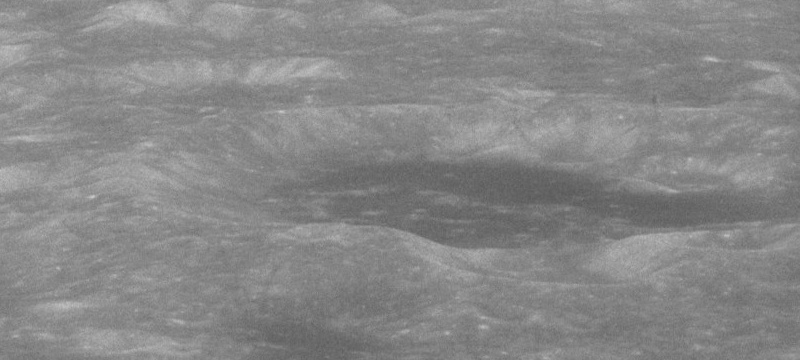
Світлина кратера Аполлоній з борта «Аполлона-11».

| Аполлоній | Координати                                              | Діаметр, км |
| --------- | ------------------------------------------------------- | ----------- |
| A         | 4°49′ пн. ш. 56°51′ сх. д. / 4.82° пн. ш. 56.85° сх. д. | 24,6        |
| B         | 5°52′ пн. ш. 57°36′ сх. д. / 5.87° пн. ш. 57.6° сх. д.  | 31,2        |
| E         | 4°20′ пн. ш. 61°52′ сх. д. / 4.34° пн. ш. 61.86° сх. д. | 16,6        |
| F         | 5°36′ пн. ш. 59°56′ сх. д. / 5.6° пн. ш. 59.94° сх. д.  | 14,7        |
| H         | 3°26′ пн. ш. 59°31′ сх. д. / 3.43° пн. ш. 59.51° сх. д. | 19,0        |
| J         | 4°38′ пн. ш. 57°29′ сх. д. / 4.63° пн. ш. 57.48° сх. д. | 11,7        |
| L         | 6°28′ пн. ш. 54°34′ сх. д. / 6.47° пн. ш. 54.57° сх. д. | 10,1        |
| M         | 4°44′ пн. ш. 61°46′ сх. д. / 4.73° пн. ш. 61.77° сх. д. | 9,5         |
| N         | 4°45′ пн. ш. 63°46′ сх. д. / 4.75° пн. ш. 63.77° сх. д. | 10,8        |
| S         | 1°16′ пн. ш. 62°35′ сх. д. / 1.26° пн. ш. 62.58° сх. д. | 16,2        |
| U         | 4°53′ пн. ш. 59°52′ сх. д. / 4.89° пн. ш. 59.87° сх. д. | 8,4         |
| V         | 4°23′ пн. ш. 58°13′ сх. д. / 4.39° пн. ш. 58.22° сх. д. | 15,0        |
| X         | 6°54′ пн. ш. 58°11′ сх. д. / 6.9° пн. ш. 58.18° сх. д.  | 29,0        |
| Y         | 4°53′ пн. ш. 62°36′ сх. д. / 4.88° пн. ш. 62.6° сх. д.  | 8,7         |

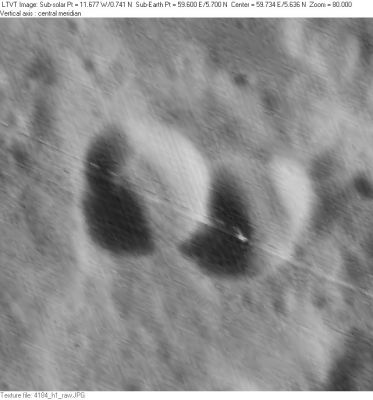
Сателітний кратер Аполлоній F (праворуч). Ліворуч кратер Делі[en]. Світлина зонда Lunar Orbiter - IV
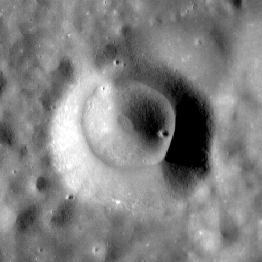
Сателітний кратер Аполлоній N. Світлина зонда Lunar Reconnaissance Orbiter

- Кратер Аполлоній С у 1976 році перейменовано на кратер Амегіно[en].
- Кратер Аполлоній D в 1976 році перейменовано на кратер Картан.
- Кратер Аполлоній G в 1976 році перейменовано на кратер Таунлі[en].
- Кратер Аполлоній K в 1973 році перейменовано на кратер Аббот.
- Кратер Аполлоній P в 1973 році перейменовано на кратер Делі[en].
- Кратер Аполлоній T в 1976 році перейменовано на кратер Бомбеллі[en].
- Кратер Аполлоній W в 1976 році перейменовано на кратер Пті[en].
- Кратер Аполлоній N є кратером з двома концентричними валами.
- Кратер Аполлоній W належить до числа кратерів, у яких зареєстровані температурні аномалії під час затемнень. Пояснюється це тим, що подібні кратери мають невеликий вік і скелі не встигли покритись реголітом, що здійснює термоізоляційну дію.
- Кратери Аполлоній B і Аполлоній L внесені Асоціацією місячної і планетарної астрономії (ALPO) до списку кратерів з темними радіальними смугами на внутрішньому схилі[5].

## Місця посадок космічних апаратів
- Приблизно 45 км на південний захід від сателітного кратера Аполлоній A, у точці з селенографічними координатами 3°34′ пн. ш. 56°30′ сх. д., 11 вересня 1971 року розбилася радянська автоматична міжпланетна станція «Луна-18».
- Приблизно 10 км на північний захід від сателітного кратера Аполлоній C, у точці з селенографічними координатами 3°32′ пн. ш. 56°33′ сх. д., 21 лютого 1972 року здійснила успішну посадку радянська автоматична міжпланетна станція «Луна-20», а 22 лютого 1972 року стартувала її злітна ступінь, що доставила на Землю зразки місячного ґрунту.